# Meggle
Meggle este o companie producătoare de lactate din Germania.
Compania are o cifră de afaceri anuală de circa 700 milioane euro, deține șase unități de producție în Europa, fiind lider european pe segmentul untului, dar și mondial la lactoză, materie primă pentru industria medicamentelor.
Compania este prezentă și în România începând cu anul 2006.